# وللر
وللر (به انگلیسی: Vellalore) یک زیستگاه انسانی در هند است که در Coimbatore district واقع شده‌است.

## خصوصیات
وللر ۱۷٬۲۹۴ نفر جمعیت دارد.